# Бэрд, Зак
За́кари Бэрд (англ. Zachary Baird; род. 16 февраля 1971, Ориндж, Калифорния) — клавишник, ранее сотрудничавший с группой Korn. Известно, что в работе Зак использует синтезаторы Роберта Муга.

## Ранние годы
Зак Бэрд окончил школу искусств Booker T. Washington High School for the Performing and Visual Arts в Далласе, Техас. Эту школу также заканчивали другие артисты, такие как музыканты Эди Брикелл, Эрика Баду, джаз-музыкант Рой Харгроув и певица Нора Джонс.

## Музыкальная карьера
Первым проектом Зака была группа BillyGoat, к которой Зак присоединился в 1990 году и пробыл участником шесть лет. В течение этих лет Зак основал несколько проектов и групп, включая:
- Cottonmouth Texas
- Decadent Dub Team
- HairyApesBMX
- Maimou

Бэрд сотрудничал с музыкантами различных жанров, включая Эди Брикелл, Эверласта, Evanescence (осуществлял программинг для дебютного альбома Fallen), Колина Хея, Дэниеля Паутера, Майка Диллона и Стоуна Госсарда.
Зак был на прослушивании у Nine Inch Nails. Он назвал это прослушивание странным:
Я так и не встретился с Трентом Резнором. Я просто играл на фоне подготовленной записи. Они оборудовали рабочее место таким образом, что вокруг не было никого, ни одного музыканта, а ребята из группы в полном составе сидели на тёмном балконе, где я даже не мог их увидеть. По крайней мере я думаю, что они там сидели. Это было довольно мистически.
Также Зак Бэрд прослушивался у лауреата «Грэмми», альтернативного исполнителя Бека, и описал это как очень сильное впечатление:
Пробоваться в группу Бека было круто. Он расположился в небольшой прохладной комнате, и мы экспериментировали с пятью или шестью его песнями.
Зак Бэрд участвовал в туре по Европе с поп-певцом и пианистом Дэниелем Паутером в 2005 году.
Недавно[когда?] Зак поработал с группой Korn, выступая с ними в туре по всему миру, посвящённому альбому See You on the Other Side, скрывая своё лицо во время выступлений под маской лошади, и в туре Family Values Tour. Также Зак временно присоединился к группе для записи их восьмого студийного альбома.
Сотрудничество с Korn и работа над его предыдущими проектами довольно сильно различались:
Это было настоящим приключением. Я работал здесь целыми днями на репетиционной базе группы в S.I.R. Studios в Голливуде, разучивая каждую песню и добавляя частицу себя в этот удивительный механизм.
9 декабря 2006 года Бэрд выступил с группой на концерте MTV Unplugged, играя на пианино.

## Избранная дискография
- 1992 — Bush Roaming Mammals — BillyGoat
- 1994 — Live at the Swingers Ball — BillyGoat
- 1995 — Black & White — BillyGoat
- 1997 — Anti-Social Butterfly — Cottonmouth, Техас
- 1999 — The Right To Remain Silent — Cottonmouth, Техас
- 2000 — Expatriape — HairyApesBMX
- 2001 — Out Demons — HairyApesBMX
- 2001 — Bayleaf — Стоун Госсард
- 2002 — Ultimate Collection — Edie Brickell & New Bohemians
- 2002 — Slow Drip Torture — Maimou
- 2003 — Fallen — Evanescence
- 2004 — Persephonics — Maimou
- 2005 — Just Like Heaven — Саундтрек к фильму «Между небом и землёй»
- 2006 — Chopped, Screwed, Live and Unglued — Korn
- 2007 — MTV Unplugged: Korn — Korn
- 2007 — Untitled (альбом Korn) — Korn
- 2007 — Alone I Play — Джонатан Дэвис